# ガロア群
ガロア群（英：Galois Group）とは、代数方程式または体の拡大から定義される群のことである。発見者であるフランスの数学者エヴァリスト・ガロアから命名された。これらの群を用いて方程式などの数学的対称について研究する分野をガロア理論と呼ぶ。

## 定義

### 体の拡大のガロア群
E を体 F の拡大体とし、その体の拡大を E/F と表わすこととする。また E/F の自己同型を、 F の各元を固定する E の自己同型と定義する。このとき、 E/F の自己同型全体は群を成す。これを Aut(E/F) と表わす。 E/F がガロア拡大であるなら、 Aut(E/F) を拡大 E/F のガロア群と呼び、 Gal(E/F) で表わす。 E/F がガロア拡大でない場合は、 E のガロア閉包 G  に対する自己同型群 Aut(G/F) を、E/F のガロア群と定義することもある。

### 多項式のガロア群
体 E が多項式 f の F 上の分解体（ f の根をすべて含む最小の F の拡大体）であるとき、 Gal(E/F) を f の F 上のガロア群と呼ぶ。

## 例
下記の例において、 F は一般の体、 C, R, Qはそれぞれ複素数体、実数体、有理数体とする。また、 F(a) は体 F に元 a を添加した体、即ち F の全ての元と a をふくむ最小の体であるとする。
- Gal(F/F)は恒等写像のみからなる自明な群。
- Gal(C/R)は恒等写像と複素共役写像の2つの元からなる群[1]。
- Aut(R/Q)は自明な群であることが知られている。実際、Rの自己同型は順序を保つことが示せるので、必然的に恒等写像となる。
- Aut(C/Q) は無限群になることが知られている。
- Gal(Q(√2)/Q) は、恒等写像および、√2と-√2を入れ替える写像からなる。
- K = Q(3√2)とするとき、Aut(K/Q)は自明な群となる。これはKが正規拡大でない（x3 − 2の根を全て含んでいない）ためである。これはKが分解体ではないからと言いかえることもできる。
- ω を1の3乗根とするとき、拡大体L = Q(3√2, ω)は、多項式x3 - 2のQ上の分解体となり、自己同型群は、3次の置換群 S3と同型となる。
- q を素数の累乗とし、F , E をそれぞれ 位数 q と位数 qn の有限体とするとき、Gal(E/F) は位数 n の巡回群となる。
- p  を素数とするとき、 f が p  次の有理係数既約多項式で、実数でない解をちょうど2つ持つならば、f のガロア群はp 次の置換群Spに等しい[2]。

## 性質

### ガロア理論の基本定理
体 L を体 K の有限次ガロア拡大とする。L と K の中間体 M と Gal(L/K) の部分群 H について次の式が成立つ。
{\displaystyle M=L^{\operatorname {Gal} (L/M)},~~H=\operatorname {Gal} (L/L^{H}).}
ただし、Gal(L/M) は拡大 L/K のガロア群であり、LH は L の元のうちで H の下で不変になっているもののなす L の部分拡大を指す。
したがって、L の中間体 M とガロア群 Gal(L/K) の部分群 H の間の対応
{\displaystyle \phi :M\to H=\operatorname {Gal} (L/M),~~\psi :M=L^{H}\leftarrow H}
は互いに逆で、これらは全単射になることがわかる。また、この対応はあきらかに包含関係を逆にしている。つまり、M1 ⊃ M2 ならば φ(M1) ⊂ φ(M2), G1 ⊃ G2 なら ψ(G1) ⊂ ψ(G2) となる。

### 代数方程式の可解性
標数0の体上においては、代数方程式が四則演算及びべき根で解けることと、その方程式のガロア群が可解群となることは同値となる。またそのことより、5次以上の代数方程式にはべき根による一般的解法が存在しないことが示せる。